# Oana Manolescu
Oana Manolescu (n. 26 mai 1941, Târgu Jiu, județul Gorj, Regatul României – d. 8 noiembrie 2019, Craiova, județul Dolj, România) a fost un deputat român de origine albaneză, reprezentant al acestei minorități în Parlamentul României în legislaturile din perioada 1996-2016.
Oana Manolescu a fost absolventă a facultății de chimie de la Universitatea București din anul 1965, profesoară de chimie în perioada 1969 -1996 la liceul "Electroputere" din Craiova; necăsătorită.
În anul 1999, Oana Manolescu s-a numărat printre fondatorii Asociației Liga Albanezilor din România (ALAR), organizație pe care a condus-o, ca președinte, până la începutul anului 2017. Din anul 2000 și până la retragerea sa, din anul 2016, Oana Manolescu a reprezentat neîntrerupt minoritatea albaneză în Parlamentul României, din partea ALAR.
În cadrul activității sale parlamentare, Oana Manolescu a fost membru în următoarele grupuri parlamentare de prietenie:
- în legislatura 1996-2000: Macedonia, Republica Austria, Albania, Regatul Suediei;
- în legislatura 2000-2004: Regatul Suediei, Albania;
- în legislatura 2004-2008: Regatul Țărilor de Jos (Olanda), Regatul Suediei, Albania;
- în legislatura 2008-2012: Albania, Marele Ducat de Luxemburg, Regatul Suediei;
- în legislatura 2012-2016: Albania, Marele Ducat de Luxemburg.

Oana Manolescu a avut și o carieră de scriitor, printre volumele publicate regăsindu-se: „Munții sunt ai noștri”; „Pacea din noi”; „Ne va uni iubirea”; „Chimie distractivă”; „Amestec și combinație”. De asemenea, este autoarea a numeroase editoriale și articole publicate în revista culturală „Prietenul Albanezului”, editată de către ALAR.